# 적도 기단
적도 기단은 적도 부근에 위치하는 고온 다습한 기단이다. 태평양, 인도양, 대서양에 띠 모양으로 분포하며, 해양성 기단에 속한다.
계절 변화에 따라 적도 수렴대가 이동해, 대체로 봄과 가을에는 적도 부근에, 북반구가 여름일 때에는 북위 10도 부근, 남반구가 여름일 때에는 남위 10도 부근에 위치한다.
해양에서 증발한 대량의 수증기를 포함하고 있는데, 상승기류에 의해 높은 곳까지 수증기가 올라가 대류권 하층부터 상층까지 고온 다습한 공기 덩어리가 형성된다. 스콜 같은 심한 비바람을 일으키고, 계절풍으로 인도네시아, 태평양, 인도양의 섬에 많은 비를 내린다. 또, 열대저기압을 발생시켜 중위도와 고위도 지역에 많은 비를 내리게 한다.
한국에서는 태풍과 함께 북상하는 기단이다.

## 같이 보기
- 북태평양 기단
- 양쯔강 기단
- 오호츠크해 기단
- 시베리아 기단